# Lestes sponsa
Lestes sponsa (Hansemann, 1823) je vrsta iz familije Lestidae. Srpski naziv ove vrste je Mala dugorepa zelena devica.

## Opis vrste
Na trbuhu mužjaka preovladava metalikzelena boja, a prva dva i poslednja dva segmenta abdomena su plavi, kao i donja strana grudi. Trbuh ženke je zeleno-oker. Krila su providna s tamnom pterostigmom. Slična je vrsti Lestes dryas. Kod mužjaka L. sponsa drugi abdominalni segment je ceo plav, što nije slučaj sa L. dryas, a kod ženki šare na drugom abdominalnom segmentu su trouglaste, a ne četvrtaste kao kod L. dryas.

## Stanište
Naseljava gotovo sve stajaće vode bogato obrasle vegetacijom, a brojnija je na plitkim vodama. Česta je u dolinama, a retko na visinama preko 1000 m.

## Životni ciklus
Ženke ove vrste polažu jaja ubušujući ih u tkivo suberznih biljaka. Ponekad i cele zarone pod vodu i tako mogu ostati i 30 minuta polažući jaja. Jaja su otporna na sredinske uslove i u tom stadijumu provode nepovoljno doba godine. Iz jaja se izležu larve koje brzo rastu i iz kojih se posle kratkog vremena izležu odrasle jedinke.

## Sezona letenja
Sezona letenja traje od sredine maja do oktobra.

## Literatura
- Askew, R.R. (2004) The Dragonflies of Europe. (revised ed.) Harley Books. pp58–66.  0-946589-75-5
- Corbet, P.S., Longfield, C., and Moore, N.W. (1960). Dragonflies. Collins. New Naturalist. pp260.  0-00-219064-8.
- Corbet, P.S and Brooks, S. (2008). Dragonflies. Collins. New Naturalist. pp454  978-0-00-715169-1
- d'Aguilar, J., Dommanget, JL., and Prechac, R. (1986) A field guide to the Dragonflies of Britain, Europe and North Africa. Collins. pp168–178.  0-00-219436-8
- Gibbons, R.B., (1986). Dragonflies and Damselflies of Britain and Northern Europe. Country Life Books. pp54–62.  0-600-35841-0.
- Hammond, C.O. (1983). The Dragonflies of Great Britain and Ireland, (2nd Ed). Harley Books. pp58–59.  0-946589-00-3.
- Ueda, T., (1978). Geographic variation in the life cycle of Lestes sponsa. Tombo 21:27–34.

## External links
- British Dragonfly Society: Lestes sponsa (Emerald damselfly)